# محمد سلیمانی
محمد سلیمانی (زادهٔ ۱۳۳۳ در خشت کازرون)، از اعضای جبهه پایداری است. او قائم مقام سابق وزیر علوم، تحقیقات و فناوری محمدعلی زلفی گل در دولت سیزدهم و رئیس مرکز هیئت‌های امنا و هیئت‌های ممیزه این وزارتخانه می‌باشد.
همچنین عضو پیوسته فرهنگستان علوم  نیز می‌باشد.
وی نماینده تهران در دوره نهم مجلس شورای اسلامی و وزیر ارتباطات و فناوری اطلاعات در کابینهٔ اول محمود احمدی‌نژاد به مدت ۴ سال بوده‌است. او مانند سایر افراد فهرست اصولگرایان موفق به اخذ آرای کافی مردم تهران در انتخابات مجلس دهم نشد.
در تاریخ ۲۳ مرداد ۱۳۸۴ از سوی محمود احمدی‌نژاد، رئیس‌جمهور ایران، او برای تصدی وزارت ارتباطات و فناوری اطلاعات به مجلس معرفی شد.
وی هم اکنون علاوه بر حضور در کسوت استادی در دانشگاه علم و صنعت ایران، به عنوان «قائم مقام وزیر و رئیس مرکز هیئت‌های امنا و هیئت‌های ممیزه» وزارت علوم، تحقیقات و فناوری مشغول فعالیت هستند.

## زندگی
محمّد سلیمانی در سالِ ۱۳۵۷ لیسانس خود را در رشته مهندسی برق و الکترونیک با کسب رتبه ممتاز از دانشگاه شیراز کسب کرد. سپس برای ادامه تحصیلات راهی اروپا شد و فوق لیسانس خود را در سال ۱۳۵۹ و مدرک دکترای تحصیلی خود را در سال ۱۳۶۱ از دانشگاه پیر و ماری کوری پاریس مدرسه عالی برق SUPELEC فرانسه در رشتهٔ مخابرات و با گرایش بسامد بالا دریافت کرد. سلیمانی مدتی معاون دانشگاه علم و صنعت ایران بوده‌است.
سلیمانی در مرداد ۱۳۸۴ توسط محمود احمدی‌نژاد برای تصدی وزارت ارتباطات و فناوری اطلاعات به مجلس معرفی شد و با کسب ۲۲۰ رأی پس از محمد سعیدی‌کیا وزیر مسکن کابینه نهم بالاترین رأی را به خود اختصاص داد.
وی در دوره نهم مجلس شورای اسلامی نماینده مردم تهران شد.

## سوابق مدیریتی
محمد سلیمانی پیش از تصدی پست وزارت ارتباطات و فناوری اطلاعات، در سمَت‌های زیر فعالیت کرده‌است:
1. معاون امور دانشجویی در وزارت فرهنگ و آموزش عالی
2. معاون پژوهشی دانشگاه علم و صنعت ایران
3. معاون پژوهشی سازمان پژوهش‌های علمی و صنعتی ایران
4. مدیر امور اداری دانشگاه علم و صنعت ایران
5. مدیر گروه مخابرات دانشگاه علم و صنعت ایران
6. معاون امور جنگ دانشگاه علم و صنعت ایران
7. مدیر صنعت سامانه‌های فضایی صنایع مخابرات ایران
8. مسوول کمیتهٔ برق معاونت جنگ وزارت علوم در وزارت فرهنگ و آموزش عالی
9. ریاست سازمان پژوهش‌های علمی و صنعتی ایران
10. رئیس مرکز تحقیقات عالی الکترونیک صنایع الکترونیک ایران

## فعالیت‌ها در عرصه‌های مختلف
وی در عرصه‌های علمی، سیاسی، اجتماعی و فرهنگی هم فعالیت داشته که مهم‌ترین این فعالیت‌ها در زیر فهرست شده‌است.
1. تدریس و رهبری فعالیت‌های علمی پژوهشی در زمینه مخابرات در دانشگاه علم و صنعت ایران
2. ارائه بالغ بر ۲۰۹ مقاله علمی و ۷۲ طرح کارشناسی، ارشد و دکترا
3. مشارکت فعال در طرح‌های مهم همچون طراحی و ساخت ماهواره کوچک و ماهواره زهره و طرح‌های پوشش راداری
4. تألیف و ترجمه ۱۹ عنوان کتاب و ۸ متن پایه درسی چاپ شده
5. انتخاب به عنوان پژوهش‌گر نمونه دانشگاه علم و صنعت ایران در سال ۱۳۸۳ و پژوهشگر نمونه جشنواره سلمان فارسی

## پروژه‌ها
محمد سلیمانی پروژه‌های اجرایی بسیاری در حوزه مخابرات انجام داده است و بارها به خاطر فعالیت‌های اجرایی خود موفق به کسب افتخار شده‌است. از فعالیت‌های وی می‌توان به این موارد اشاره کرد:
1. محاسبات ناپیوستگی در موجبر CPW
2. آنالیز آنتن مایکرواستریپ CPW
3. ایجاد آزمایشگاه تحقیقاتی پیشرفته آنتن
4. ساخت آنتن آرایه‌ای ریزنواری
5. محاسبه انرژی رها شده در بافت برای کاربرد دیاترمی
6. پوشش ایستگاه‌های تلویزیونی
7. طراحی و ساخت مودم FSK با آشکارسازی همدوس با نرخ بیت 9600 bps
8. طراحی و ساخت آنتن Turnstile با پلاریزاسیون دایروی باند VHF برای ماهواره کوچک
9. طراحی یک پردازشگر رادار MTI
10. تحلیل، طراحی و ساخت آنتن هلیکس چهارشاخه‌ای برای گیرنده زمینی ماهواره کوچک در باند VHF
11. طراحی و ساخت آنتن مایکرواستریپی باند X با روش مومنت
12. تحلیل و طراحی آنتن Short Backfire
13. تحلیل فیلتر میانگذر با سطوح انتخابگر فرکانس متشکل از المان‌های روزنه‌ای حلقوی
14. تحلیل و ساخت آنتن پاپیونی بر روی پایه دی الکتریک
15. شبیه‌سازی سه بعدی موتورهای خطی جریان مستقیم (محیط غیرهمگن با زمان) با روش المان‌های محدود
16. تحلیل تمام موج و مدلسازی گریداسیلاتورها در جمع‌کننده‌های فضایی توان مایکرویو
17. تحلیل آنتن‌های میکرواستریپی فعال و غیرفعال با روش ماتریس خط انتقالی
18. تعیین پارامترهای هندسی آنتن و گوشی تلفن سیار یرای حداقل کردن جذب توان در مغز

## عضویتهای مهم اخیر
1. عضو هیأت ممیزه مرکزی وزارت علوم، تحقیقات و فناوری
2. عضو کمیسیون تخصصی برق و الکترونیک و کامپیوتر هیأت ممیزه مرکزی وزارت علوم، تحقیقات و فناوری
3. عضو هیأت ممیزه دانشگاه علم و صنعت ایران
4. رئیس کمیسیون دائمی هیأت امناء سازمان پژوهش‌های علمی و صنعتی ایران
5. عضو هیأت امناء سازمان پژوهش‌های علمی و صنعتی ایران
6. عضو هیأت امناء دانشگاه فردوسی مشهد
7. عضو هیأت امناء دانشگاه تربیت مدرس
8. عضو هیأت امناء دانشگاه شاهد
9. عضو هیئت اجرائی گروه صنایع فضائی صاایران
10. مشاور عالی صاایران
11. عضو کمیته ملی ارتباطات کمیسیون ملی یونسکو
12. عضو کمیته ملی اطلاعات برای همه کمیسیون ملی یونسکو
13. عضو هیأت اجرائی جذب دانشگاه علم و صنعت ایران
14. عضو شورای دانشگاه علم و صنعت ایران

## تألیفات
محمد سلیمانی تا کنون چندین کتاب تألیف نموده است از جمله:
1. "مقدمه‌ای بر تئوری آنتنها "، انتشارات صنایع مخابرات ایران، سال ۱۳۶۸
2. " مقدمه‌ای بر مایکرویو"، انتشارات صنایع مخابرات ایران، سال ۱۳۷۰
3. " مقدمه‌ای بر سیستمهای رادار"، انتشارات صنایع مخابرات ایران، سال ۱۳۷۰
4. "مقدمه‌ای بر الکترومغناطیس"، انتشارات صنایع مخابرات ایران، سال ۱۳۷۲
5. " قطعات نیمه هادی فرکانس بالا و کاربرد آنها"، انتشارات صنایع مخابرات ایران، سال ۱۳۷۴
6. " اصول رادار"، انتشارات دانشگاه علم و صنعت ایران، سال ۱۳۷۵
7. " روشهای محاسباتی برای الکترومغناطیس و مایکرویو"، انتشارات دانشگاه علم و صنعت ایران، سال ۱۳۷۵
8. " طراحی و اندازه‌گیری مدارات فرکانس بالا"، انتشارات دانشگاه علم و صنعت ایران، سال ۱۳۷۶
9. " مدارات نیمه هادی و مایکرویو و کاربرد آنها"، انتشارات دانشگاه علم و صنعت ایران، سال ۱۳۷۶
10. " مقدمه‌ای بر اصول طراحی ماهواره"، انتشارات مرکز تحقیقات عالی الکترونیک، سال ۱۳۷۸
11. " مقدمه‌ای بر سیستم الکترونیک و فناوری ماهواره‌های کوچک"، انتشارات مرکز تحقیقات عالی الکترونیک، سال ۱۳۷۹
12. " مقدمه‌ای بر امور مخابراتی در فضاپیماهای کوچک"، سال ۱۳۷۹
13. " اصول اندازه‌گیری در فرکانسهای بالا"، انتشارات مرکز تحقیقات عالی الکترونیک، سال ۱۳۷۹
14. " تحلیل و طراحی آنتنهای فعال و غیرفعال"، سال ۱۳۸۱
15. "تحلیل و طراحی آنتنها فعال و غیر فعال"، آماده چاپ
16. تحلیل، طراحی و ارزیابی مأموریت فضاپیما، سال ۱۳۹۰
17. طراحی، اندازه‌گذاری، ساخت و تست محموله و زیرسیستم‌های فضاپیما، سال ۱۳۹۰
18. سیستم‌های پیشرانه، پرتاب، تضمین مرغوبیت و مدل‌های هزینه‌های فضاپیما، سال ۱۳۹۰
19. حفاظت در برابر اشعه الکترومغناطیسی، سال 1392

## افتخارات
1. تقدیر برای کتاب "مقدمه‌ای بر آنتن" (کتاب سال ۱۳۶۹)
2. استاد نمونه دانشگاه علم و صنعت ایران، سال ۱۳۷۰
3. استاد نمونه کشور سال ۱۳۷۴
4. پژوهشگر نمونه دانشکده برق دانشگاه علم و صنعت ایران، سال ۱۳۷۹
5. پژوهشگر نمونه جشنواره سلمان فارسی سپاه، سال ۱۳۸۳

## سوابق تدریس
1. روش‌های عددی در الکترومغناطیس (در مقطع دکترا و کارشناسی ارشد)
2. اجزا نیمه هادی مایکرویو (کارشناسی ارشد)
3. سیستم‌های رادار (کارشناسی ارشد)
4. میدان‌ها و امواج (کارشناسی)
5. الکترومغناطیس (کارشناسی)
6. مایکرویو (کارشناسی)
7. آنتن (کارشناسی)
8. طراحی مدارات فرکانس بالا (کارشناسی ارشد)
9. طراحی فضا پیما (ماهواره) (کارشناسی ارشد)

## وبگاه شخصی
- وبگاه دکتر محمد سلیمانی